# Eudule parca
Eudule parca là một loài bướm đêm trong họ Geometridae.